# Minamoto no Tameyoshi

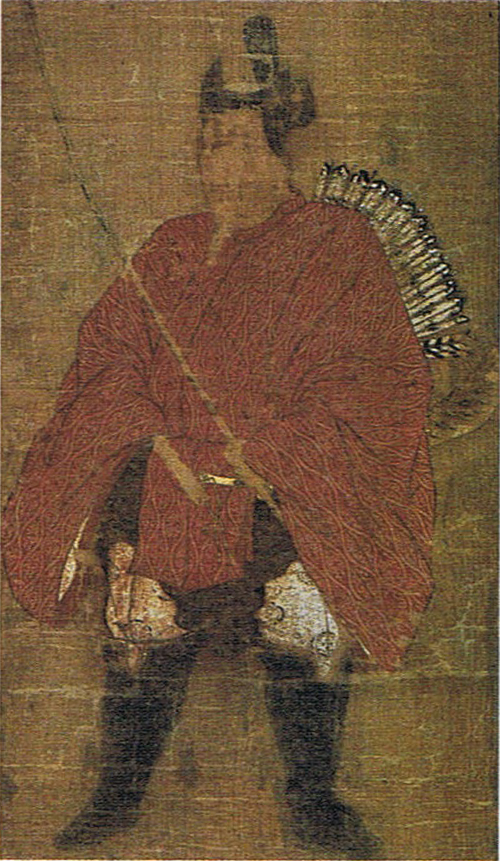
Minamoto no Tameyoshi

Minamoto no Tameyoshi (jap. 源 為義, auch bekannt als Mutsu Shirō, * 1096; † 1156) war Oberhaupt der Minamoto und Enkel von Minamoto no Yoshiie. Er führte in der Hōgen-Rebellion die Minamoto gegen die Taira.
Obwohl er heute vor allem wegen seiner Beteiligung an diesem Konflikt bekannt ist, soll er auch schon in einer Anzahl früherer Konflikte Einfluss genommen haben.
Um 1113 brach die Rivalität der Kriegermönche (Sōhei) aus den Klöstern Mii-dera und Enryaku-ji in Form offener Gewalt auf den Straßen Kyotos aus. Obwohl die Palastwache rasch den Schutz des Kaisers übernahm, soll Tameyoshi persönlich mit einer Handvoll berittener Samurai den Mob vertrieben haben.
Nachdem seine Seite in der Hōgen-Rebellion verloren hatte, wurde Tameyoshi zum Tode verurteilt: Seinem Sohn Minamoto no Yoshitomo (der auf Seiten des Gegners gekämpft hatte) wurde befohlen, ihn zu töten, dieser weigerte sich aber. Daraufhin bestand ein anderer Offizier der Minamoto darauf, dass Tameyoshi nicht von den Händen der Taira sterben solle, tötete ihn und danach sich selbst.

## Quelle
- Sansom, George (1958). 'A History of Japan to 1334'. Stanford, California: Stanford University Press.

| Personendaten    | Personendaten                   |
| ---------------- | ------------------------------- |
| NAME             | Minamoto no Tameyoshi           |
| ALTERNATIVNAMEN  | 源為義 (japanisch); Mutsu Shirō |
| KURZBESCHREIBUNG | Oberhaupt der Minamoto          |
| GEBURTSDATUM     | 1096                            |
| STERBEDATUM      | 1156                            |